# جو هايمز
جو هايمز (بالإنجليزية: Joe Hyams)‏ هو مؤلف وصحفي وكاتب سيناريو وكاتب أمريكي، ولد في 6 يونيو 1923 في كامبريدج في الولايات المتحدة، وتوفي في 8 نوفمبر 2008 في دنفر في الولايات المتحدة.

## وصلات خارجية
- جو هايمز على موقع IMDb (الإنجليزية)
- جو هايمز على موقع قاعدة بيانات الفيلم (الإنجليزية)